# Portal Tomb von Leitrim
Das seit 1971 geschützte Portal Tomb von Leitrim, (auch Aghnahoo genannt) auf den OSNI-Karten als „Druid’s Altar“ oder „Chambered Grave“, markiert, liegt im gleichnamigen Townland (irisch Liatroim) zwischen den Weilern Killen und Killeter an den unteren Hängen der Leitrim Hills, an der Westseite des Killeen Burn bei Castlederg im County Tyrone in Nordirland. Als Portal Tombs werden in Irland und Großbritannien Megalithanlagen bezeichnet, bei denen zwei gleich hohe, aufrecht stehende Steine die Vorderseite der Kammer bilden und mit dem meist nur halbhohen Türstein den „Türrahmen“ in Form eines H bilden.
Das Portal Tomb hat eine kleine nach Südwest orientierte Kammer mit dem Zugang im Südwesten. Es besteht aus einem gespaltenen Deckstein auf einem Paar gut aufeinander abgestimmter Portalsteine, hinter denen sich ein Seitensteinpaar befindet. Die Rückseite der Kammer ist sichtbar, aber mit Cairnmaterial und Lesesteinen aufgefüllt. Der quadratische vordere und untere Decksteinteil misst 2,75 × 2,75 m und hat vorne eine Dicke von 1,2 m, die sich hinten auf 0,5 m verjüngt. Auf der Vorderseite des Decksteins befindet sich ein verwitterter Quarzeinschluss. Der Deckstein scheint sich verschoben zu haben, vielleicht als der Endstein zusammengebrochen ist. Der obere Decksteinteil ist 1,4 m lang, 1,25 m breit und 0,3 m dick. Er hat eine frische Bruchkante. Der westliche Portalstein ist 1,4 m und der östliche 1,1 m hoch. Die unmittelbar angrenzende, West-Ost orientierte Feldgrenze könnte Cairnmaterial enthalten. 1940 wurden auf der Rückseite zwei Auskragungen erwähnt, und dass der Deckstein mindestens 10 Schälchen hat.